# Бохеньский, Юзеф Мария
Юзеф Мария Бохеньский (пол. Józef Maria Bocheński; 30 августа 1902, Чушув, Царство Польское, Российская Империя — 8 февраля 1995, Фрибур, Швейцария) — польский философ-неотомист и логик, монах-доминиканец.

## Биография
Родился в 1902 году в семье крупного землевладельца. Младший брат — Адольф Мария, писатель.
Принимал участие в кампании[какой?] против СССР. С 1920 года по 1926 год изучал юриспруденцию в Львовском университете, затем экономику в Познанском университете. Вступил в Доминиканский орден в 1927 году. С 1928 года по 1931 год изучал философию и педагогику в Фрибурском университете, защитил диссертацию в 1931 году.
В период с 1931 по 1934 годы изучал теологию в Папском университете в Риме. Получил учёную степень по теологии. Впоследствии в Риме до 1940 года продолжил образование изучением логики. Наладил интенсивные контакты с польской аналитической школой.
Во время Второй мировой войны был в составе польской армии в Шотландии и Италии.
С 1945 года преподавал на кафедре философии XX века во Фрибурском университете, ректором которого был в 1964—1966 годах. В 1957—1972 — директор основанного им Института восточноевропейских исследований при Фрибургском университете. С 1972 года — эмерит. В качестве приглашённого профессора часто посещал США. Был консультантом нескольких правительств: Западной Германии, ЮАР, США, Аргентины и Швейцарии.
Почётный гражданин Фрибура (1960). Доктор honoris causa Университета кардинала С. Вышиньского (Варшава)
Его по праву считают основателем советологии (наряду с Г. Веттером). В основном его работы посвящены истории философии и истории логики, занимался исследованиями важных проблем посредством логики. Философию религии рассматривал как логику религии.
Его книга «Современная европейская философия» посвящена истории указанной философии первой половины XX века.

### Переводы на русский язык
- Бохенский И. М. Современная европейская философия = Europäische Philosophie der Gegenwart / Сокр. пер. с англ. В. В. Мшвениерадзе и М. К. Мамардашвили. — М.: Издательство иностранной литературы, 1959. — 288 с. — (Рассылается по особому списку).
- Бохенский Ю. М. Современная европейская философия / Пер. М. Н. Грецкого. — М., 2000. — 256 с.
- Сто суеверий: Краткий философский словарь предрассудков = Sto zabobonów. Krótki filozoficzny słownik zabobonów / Пер. с польск. М. М. Гуренко. — М.: Издательская группа «Прогресс»-«VIA», 1993. — 187 с. — (Библиотека журнала «Путь»). — 15 000 экз. — ISBN 5-01-003878-1.